# Премія «Золотий орел» за найкращу чоловічу роль на телебаченні
«Премія „Золотий орел“ за найкращу чоловічу роль на телебаченні» вручається щорічно Національною Академією кінематографічних мистецтв і наук Росії, починаючи з третьої церемонії нагородження.

## Список лауреатів та номінантів
Лауреати виділені окремим кольором.

### 2000-і
| Рік  | Церемонія | Фотографія лауреата | Актор                     | Фільм                       | Роль          |
| ---- | --------- | ------------------- | ------------------------- | --------------------------- | ------------- |
| 2005 | 3-я       |                     | Сергій Безруков           | «Дільниця»                  | Павло Кравцов |
| 2005 | 3-я       | Олексій Серебряков  | «Баязет»                  | Карабанов                   |               |
| 2005 | 3-я       | Євген Сидіхін       | «Таксист»                 | Ілля Орлов                  |               |
| 2006 | 4-я       |                     | Сергій Шакуров            | «Брежнєв»                   | Брежнєв       |
| 2006 | 4-я       | Владислав Галкін    | «Диверсант»               | Калтигін                    |               |
| 2006 | 4-я       | Сергій Маковецький  | «Загибель імперії»        | Нестеровський               |               |
| 2007 | 5-я       |                     | Олег Янковський           | «Доктор Живаго»             | Комаровський  |
| 2007 | 5-я       | Євген Миронов       | «У колі першому»          | Гліб Нержин                 |               |
| 2007 | 5-я       | Андрій Смирнов      | «У колі першому»          | Бобинін                     |               |
| 2008 | 6-я       |                     | Андрій Краско             | «Приватне замовлення»       | Марусов       |
| 2008 | 6-я       | Ігор Класс          | «Заповіт Леніна»          | Шаламов (в старості)        |               |
| 2008 | 6-я       | Володимир Капустін  | «Заповіт Леніна»          | Шаламов (в зрілому віці)    |               |
| 2008 | 6-я       | Богдан Ступка       | «Сонька Золота Ручка»     | Лейба Соломоніак            |               |
| 2009 | 7-я       |                     | Володимир Машков          | «Ліквідація»                | Давид Гоцман  |
| 2009 | 7-я       | Михайло Пореченков  | «Ліквідація»              | Кречетов                    |               |
| 2009 | 7-я       | Владислав Галкін    | «Диверсант. Кінець війни» | Григорій Іванович Калтигіна |               |

### 2010-і
| Рік  | Церемонія | Фотографія лауреата        | Актор                            | Фільм                                | Роль                        |
| ---- | --------- | -------------------------- | -------------------------------- | ------------------------------------ | --------------------------- |
| 2010 | 8-я       | Файл:Голубєв Олександр.jpg | Олександр Голубєв                | «Брати Карамазови»                   | Альоша Карамазов            |
| 2010 | 8-я       | Файл:Голубєв Олександр.jpg | Максим Аверін                    | «Глухар»                             | Сергій Вікторович Глухарьов |
| 2010 | 8-я       | Файл:Голубєв Олександр.jpg | Сергій Горобченко                | «Брати Карамазови»                   | Дмитро Карамазов            |
| 2011 | 9-я       |                            | Владислав Галкін                 | «Котовський»                         | Котовський                  |
| 2011 | 9-я       | Дмитро Дюжев               | «Вербна неділя»                  | Артур Нікітін                        |                             |
| 2011 | 9-я       | Євген Князєв               | «Вольф Мессінг: бачив крізь час» | Вольф Мессінг                        |                             |
| 2012 | 10-я      |                            | Євген Миронов                    | «Достоєвський»                       | Федір Достоєвський          |
| 2012 | 10-я      | Сергій Маковецький         | «Петро Перший. Заповіт»          | Олександр Данилович Меншиков         |                             |
| 2012 | 10-я      | Юрій Чурсін                | «Втеча»                          | Олексій Чернов                       |                             |
| 2013 | 11-я      |                            | Сергій Маковецький               | «Справа гастроному № 1»              | Георгій Беркутов            |
| 2013 | 11-я      | Сергій Гармаш              | «Біла гвардія»                   | Козир-Лешко, петлюрівський полковник |                             |
| 2013 | 11-я      | Олександр Балуєв           | «Жуков»                          | Георгій Жуков                        |                             |